# Cynophalla mollis
Cynophalla mollis är en kaprisväxtart som beskrevs av Jan Svatopluk Presl. Cynophalla mollis ingår i släktet Cynophalla, och familjen kaprisväxter. Inga underarter finns listade i Catalogue of Life.